# Congrès du Bourget (Musulmans de France)
Pour l’article homonyme, voir Congrès du Bourget.
Le Congrès du Bourget, officiellement Rencontre annuelle des musulmans de France (RAMF) (en arabe : الملتقى السنوي لمسلمي فرنسا), est un rassemblement de musulmans organisé par l'association Musulmans de France (MF), ex-Union des organisations islamiques de France (UOIF).
Cette manifestation, à la fois religieuse, culturelle et commerciale, a lieu chaque printemps de 1984 à 2019 au parc des expositions du Bourget en Seine-Saint-Denis. Elle accueille environ 150 000 personnes. Elle est habituellement organisée pendant le week-end de Pâques,, profitant du lundi de Pâques qui est férié en France.

## 2005
La 22e Rencontre annuelle des musulmans de France a eu lieu du 25 au 28 mars 2005. Selon le journaliste Xavier Ternisien, « le programme du week-end reflète la volonté de l'UOIF de ne pas offrir une image de radicalisme ».

## 2012
La 29e Rencontre annuelle des musulmans de France a eu lieu du 6 au 9 avril 2012.
Conférenciers
- Abdallah Ben Baya
- Abdallah Ben Mansour
- Abdullah Ibn Ali Basfar
- Ahmed Jaballah
- Ali Qaradaghi
- Isam Al Bashir
- Meherzia Labidi Maïza
- Mishary Rashid Al-Afassy
- Omar Abdelkafi
- Pascal Boniface
- Rached Ghannouchi
- Raphaël Liogier
- Safwat Hijazi
- Tareq Oubrou
- Tariq Ramadan
- Tawakkol Karman
- Youssef al-Qaradâwî

## 2013
La 30e Rencontre annuelle des musulmans de France a eu lieu du 29 mars au 1er avril 2013 et rassemble 170 000 visiteurs.
Conférenciers
- Marwan Muhammad
- Nabil Ennasri[5]
- Raphaël Liogier
- Tariq Ramadan

## 2014
La 31e Rencontre annuelle des musulmans de France a eu lieu du 18 au 21 avril 2014 et rassemble 150 000 visiteurs.
Conférenciers
- Abdallah Ben Mansour
- Azzedine Gaci
- Christophe Roucou
- Ghaleb Bencheikh
- Hani Ramadan
- Issam el Bachir
- Michel Dubost
- Omar AbdelKafi
- Père Michel Lelong
- Tariq Ramadan

## 2015
La 32e Rencontre annuelle des musulmans de France a eu lieu du 3 avril au 6 avril 2015, et rassemble 150 000 visiteurs.
Conférenciers
- Abdallah Ben Mansour
- Ahmed Jaballah
- Ali al-Qaradaghi
- Azzedine Gaci
- Ghaleb Bencheikh
- Hani Ramadan
- Issam el Bachir
- Larbi Kechat
- Moncef Zenati
- Omar Abdelkafy
- Pascal Boniface
- Père Michel Lelong
- Raphaël Liogier
- Tareq Oubrou
- Tariq Ramadan

## 2016
La 33e Rencontre annuelle des musulmans de France a eu lieu du 13 au 16 mai 2016 et rassemble 150 000 visiteurs.
Conférenciers
- Noura Jaballah
- Sayida Ounissi
- Nouria Addou
- Omar Abdelkafy
- Jamal Rayyan
- Ahmed Jaballah
- Tareq Oubrou
- Azzedine Gaci
- Raphaël Liogier
- Tariq Ramadan
- Pascal Boniface
- Mgr Michel Dubost
- Mokhtar Seriket
- Hela Khomsi
- Ounis Guergah
- Vincent Geisser
- Hassan Iquioussen
- Mohamed Bajrafil
- Mohsen Ngazou
- Moncef Zenati
- Amar Lasfar
- Larbi Kechat
- Abdallah Ben Mansour
- Haoues Seniguer
- Nabil Ennasri
- Yasser Louati
- Issam el Bachir

## 2017
La 34e Rencontre annuelle des musulmans de France a eu lieu du 14 au 17 avril 2017, et rassemble 160 000 visiteurs.
Conférenciers
- Amar Lasfar
- Ahmed Jaballah
- Abdallah Ben Mansour
- Nagib Azergui
- Lhaj Thami Breze
- Larbi Kechat
- Abdelhamid Youyou
- Abdelkader Semmari
- Issam el Bachir
- Michel Wieviorka
- Farhad Khosrokhavar
- Abderrazak Guessoum
- Salah Khemch
- Mahmoud Kouma
- Tayeb Chouiref
- Dounia Bouzar
- Raphaël Liogier
- Bernard Godard
- Mahmoud Ould Doua
- Tareq Oubrou
- Ahmed Mansour
- Mohamed Bajrafil
- Azzedine Gaci
- Nabil Ennasri
- Vincent Geisser
- Moncef Zennati

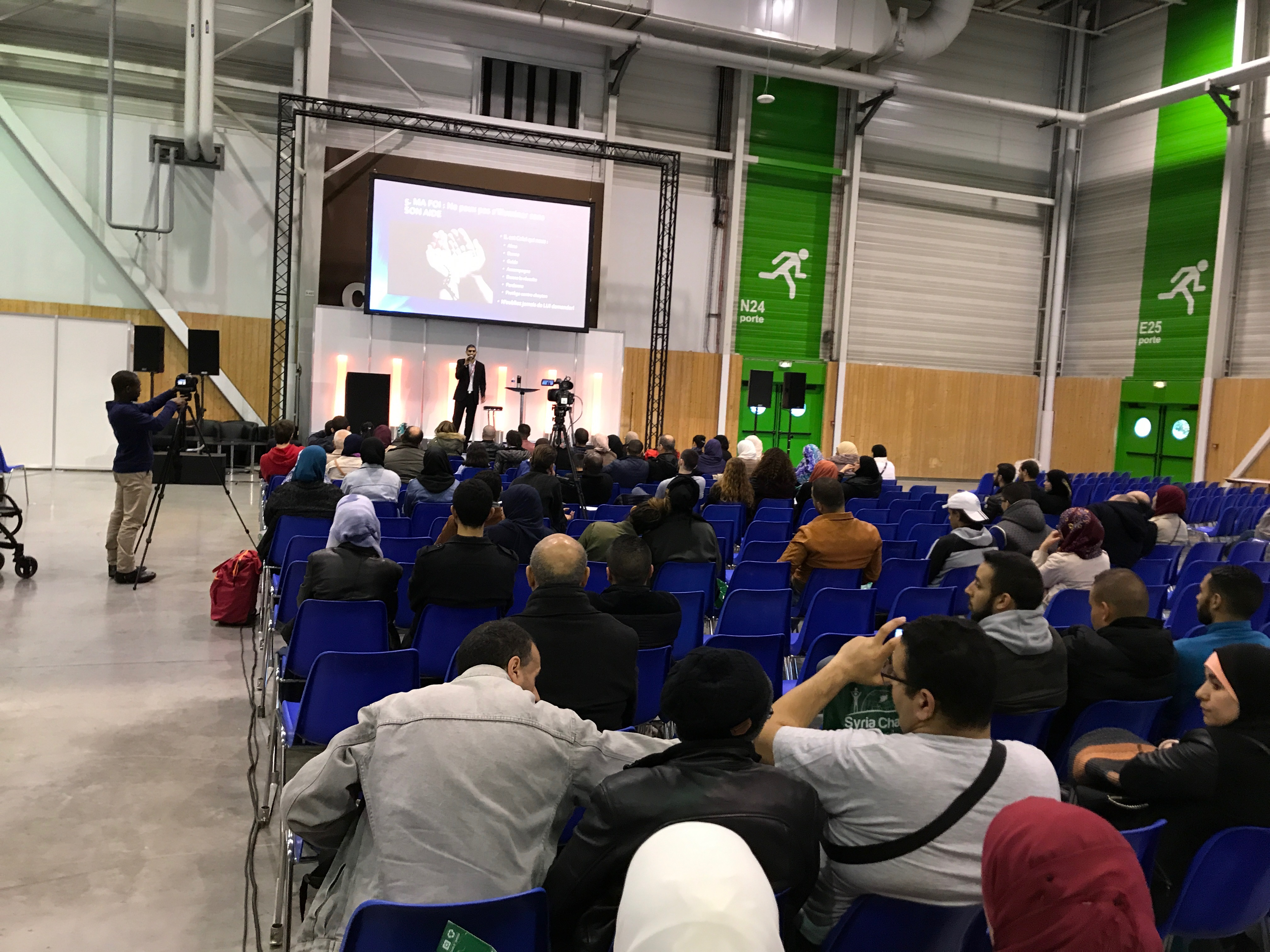
Une conférence.
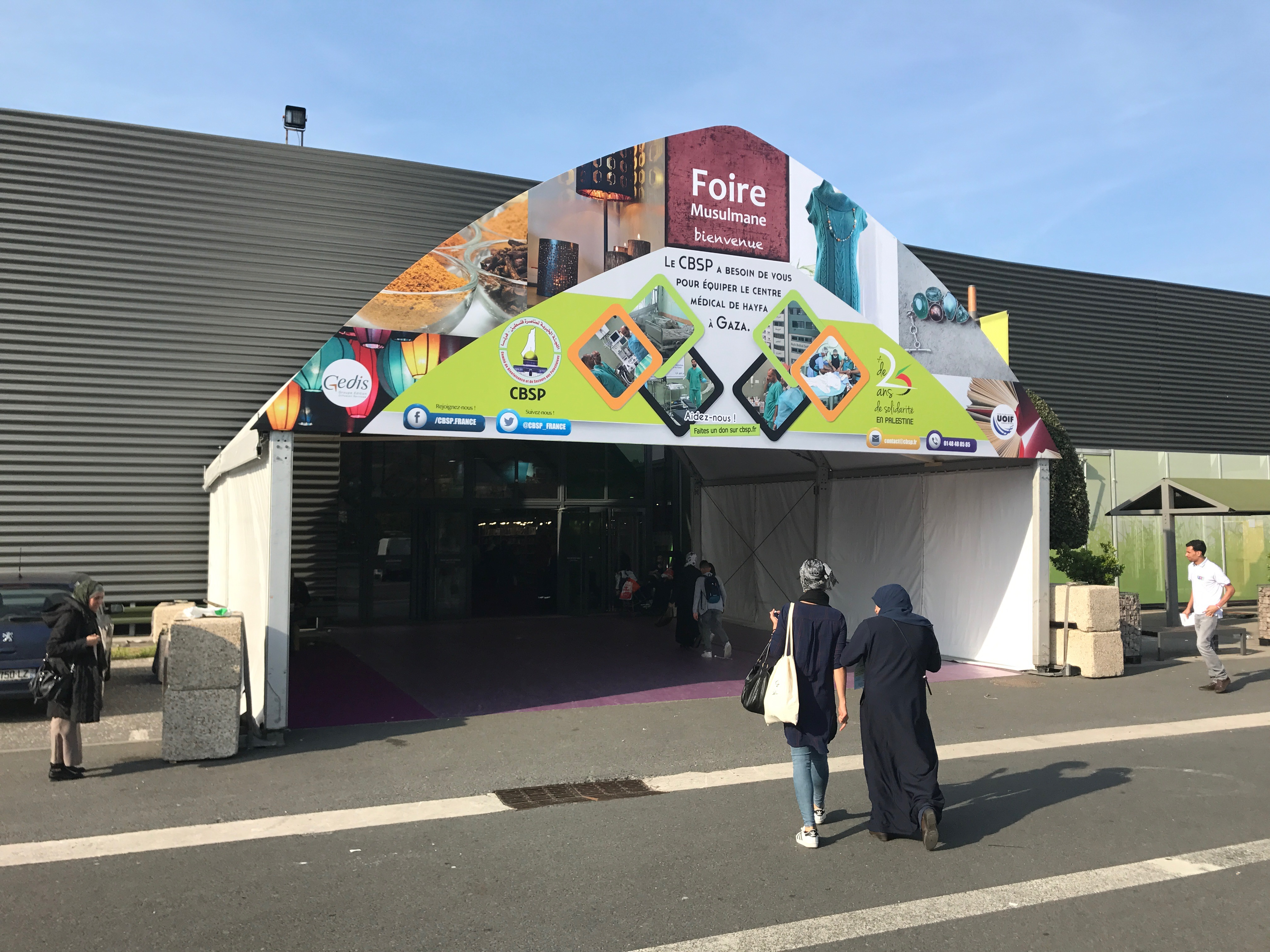
L'entrée de la Foire musulmane.
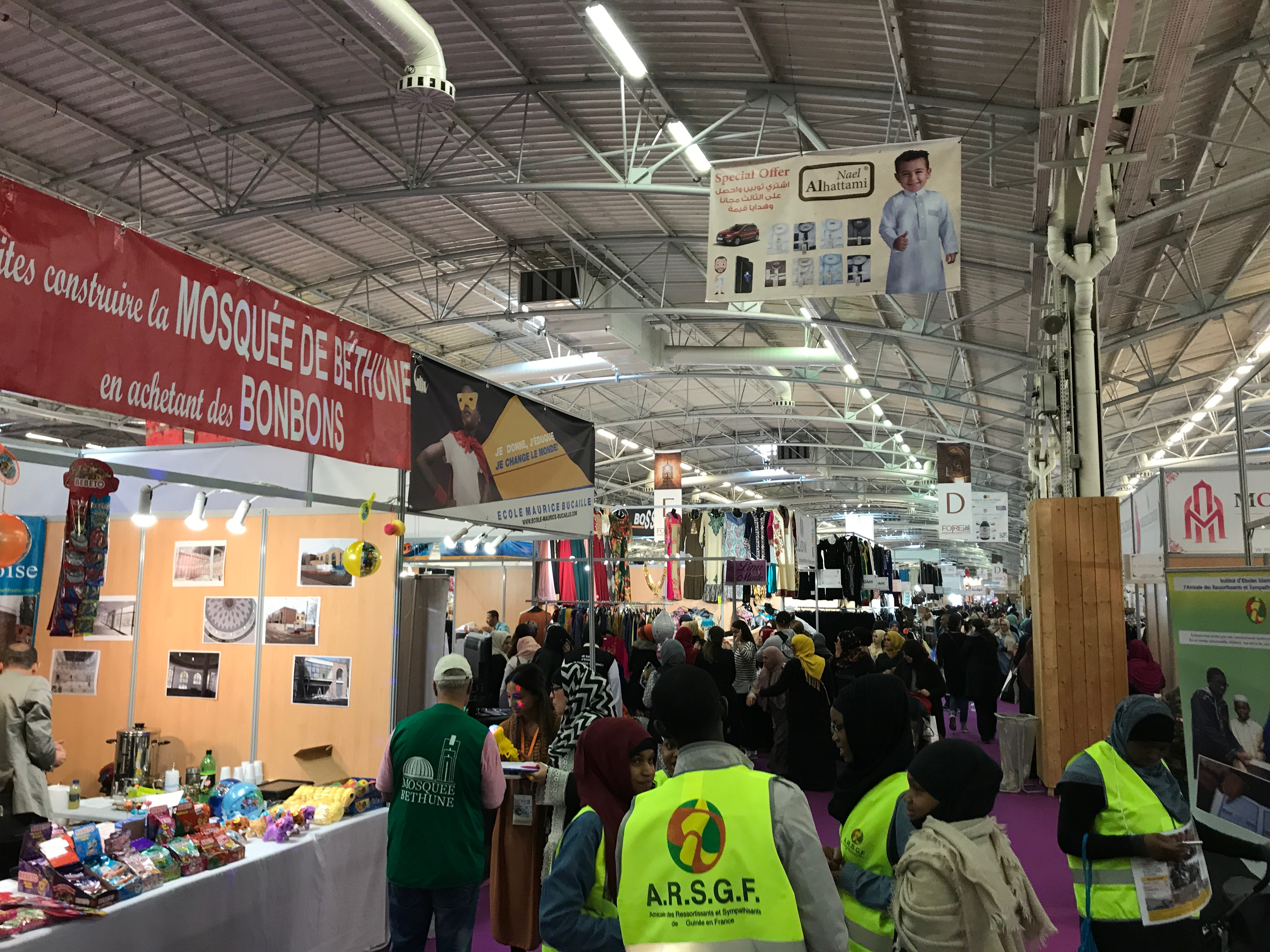
L'intérieur de la Foire musulmane.
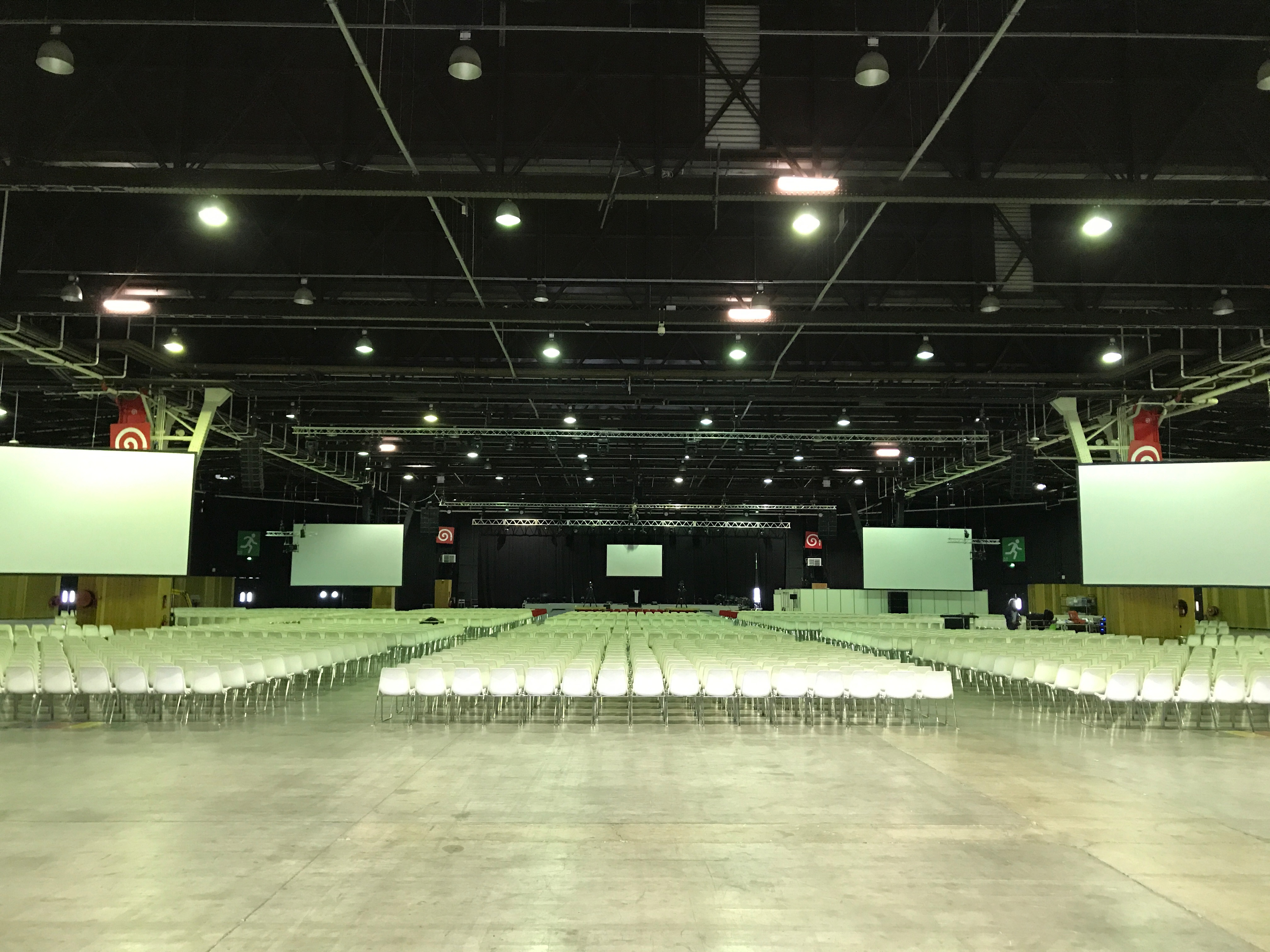
La grande salle de conférence.
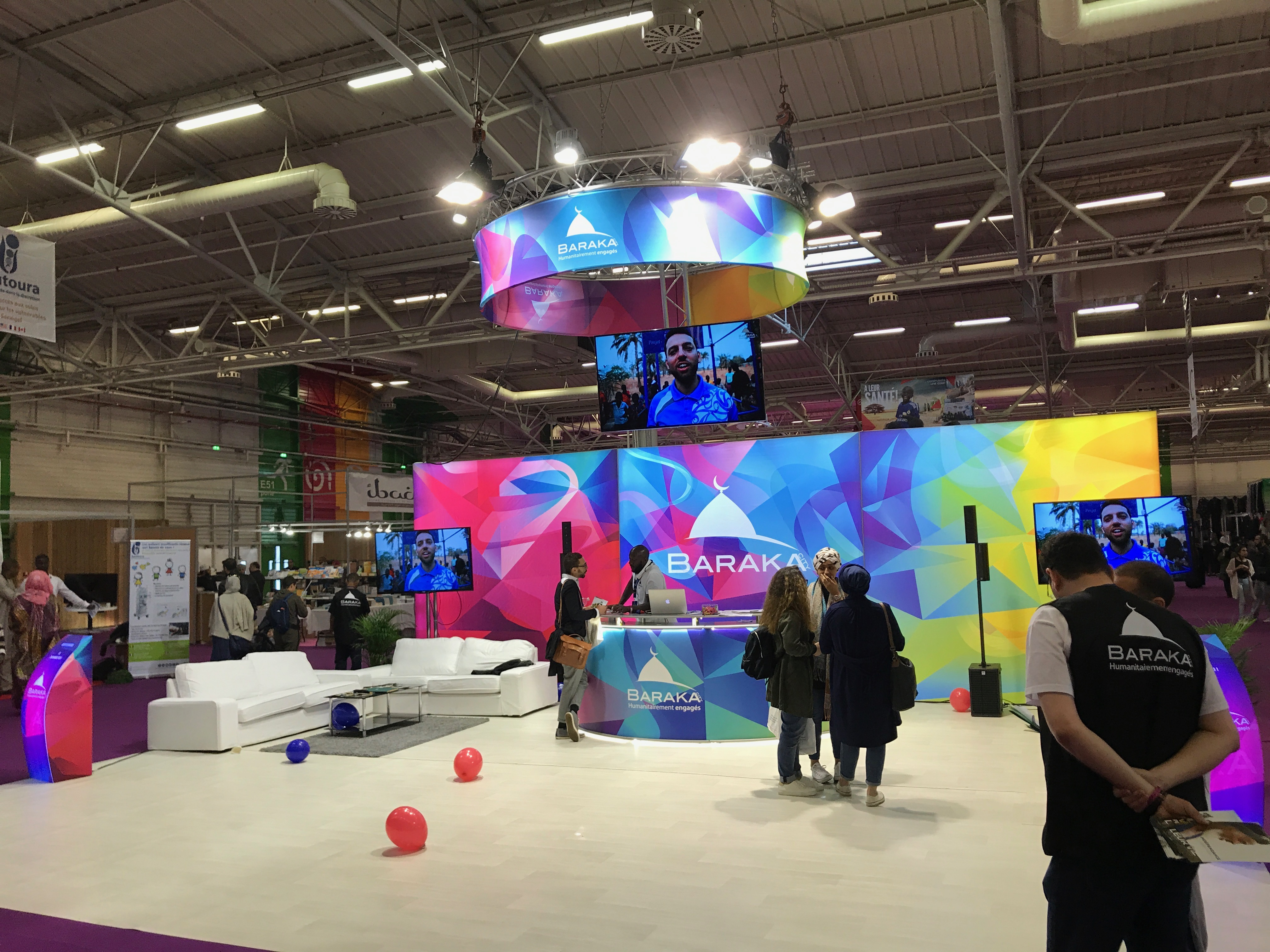
Stand de BarakaCity.
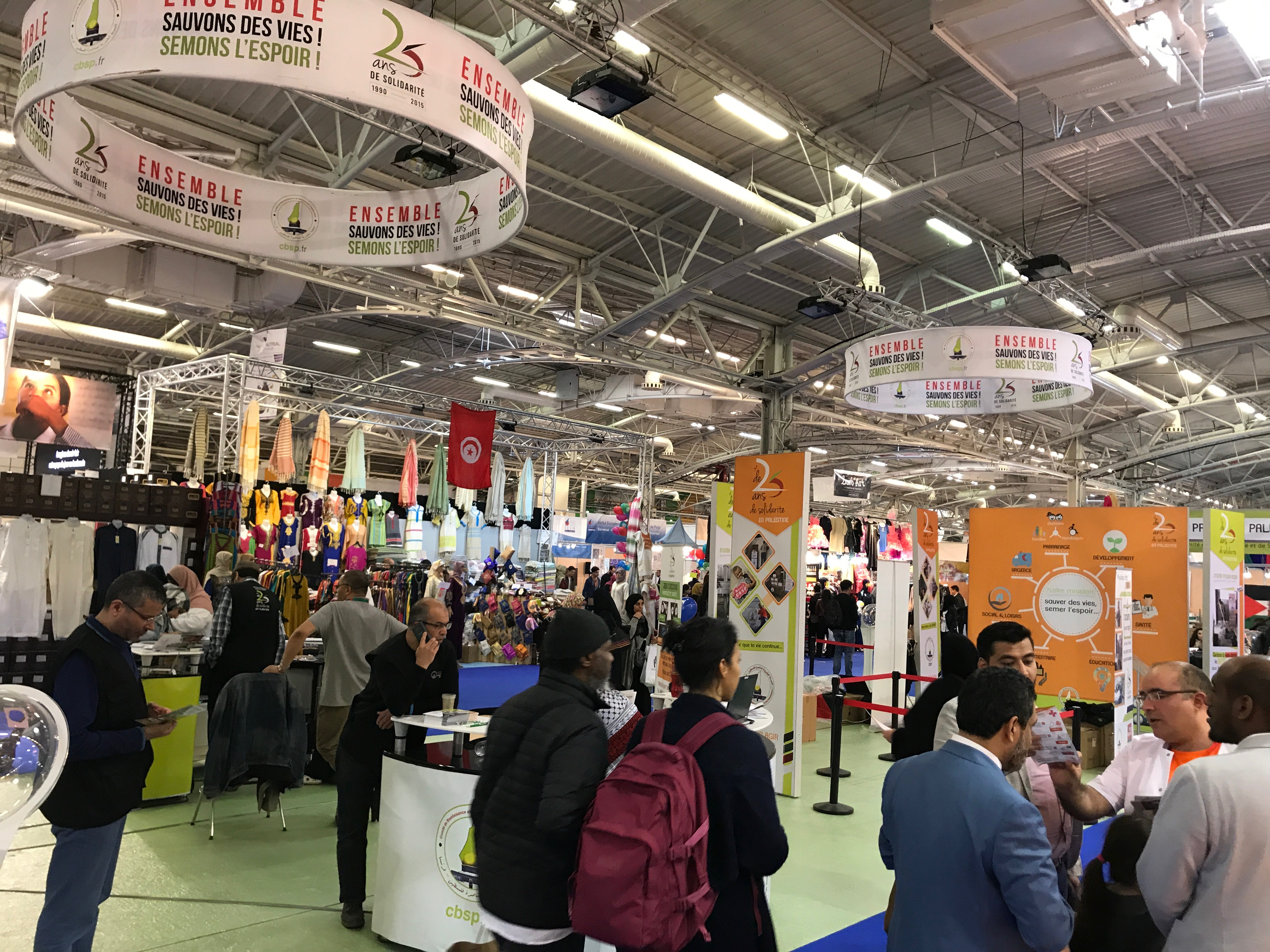
Stand de CBSP.
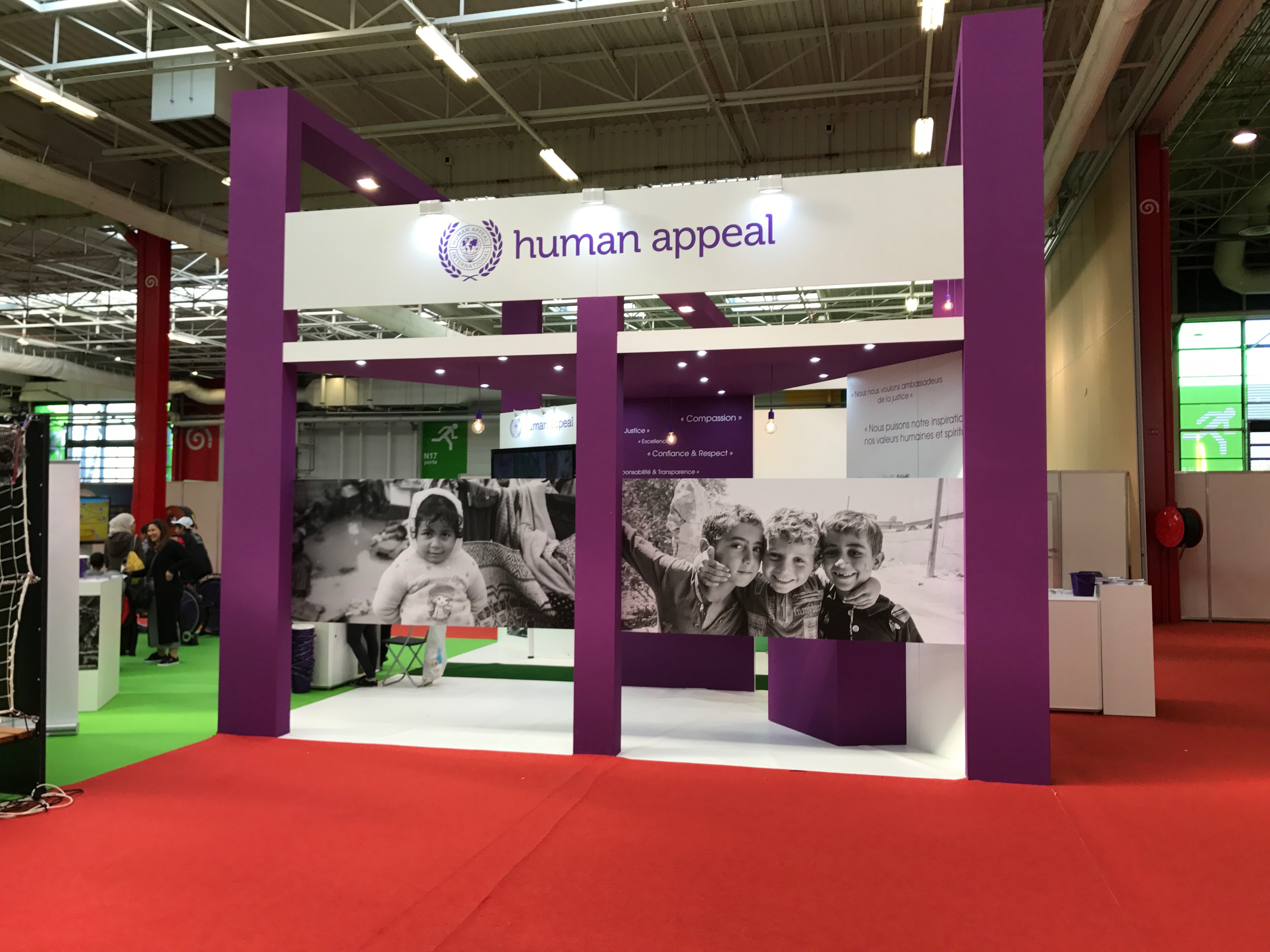
Stand de l'association Human Appeal.
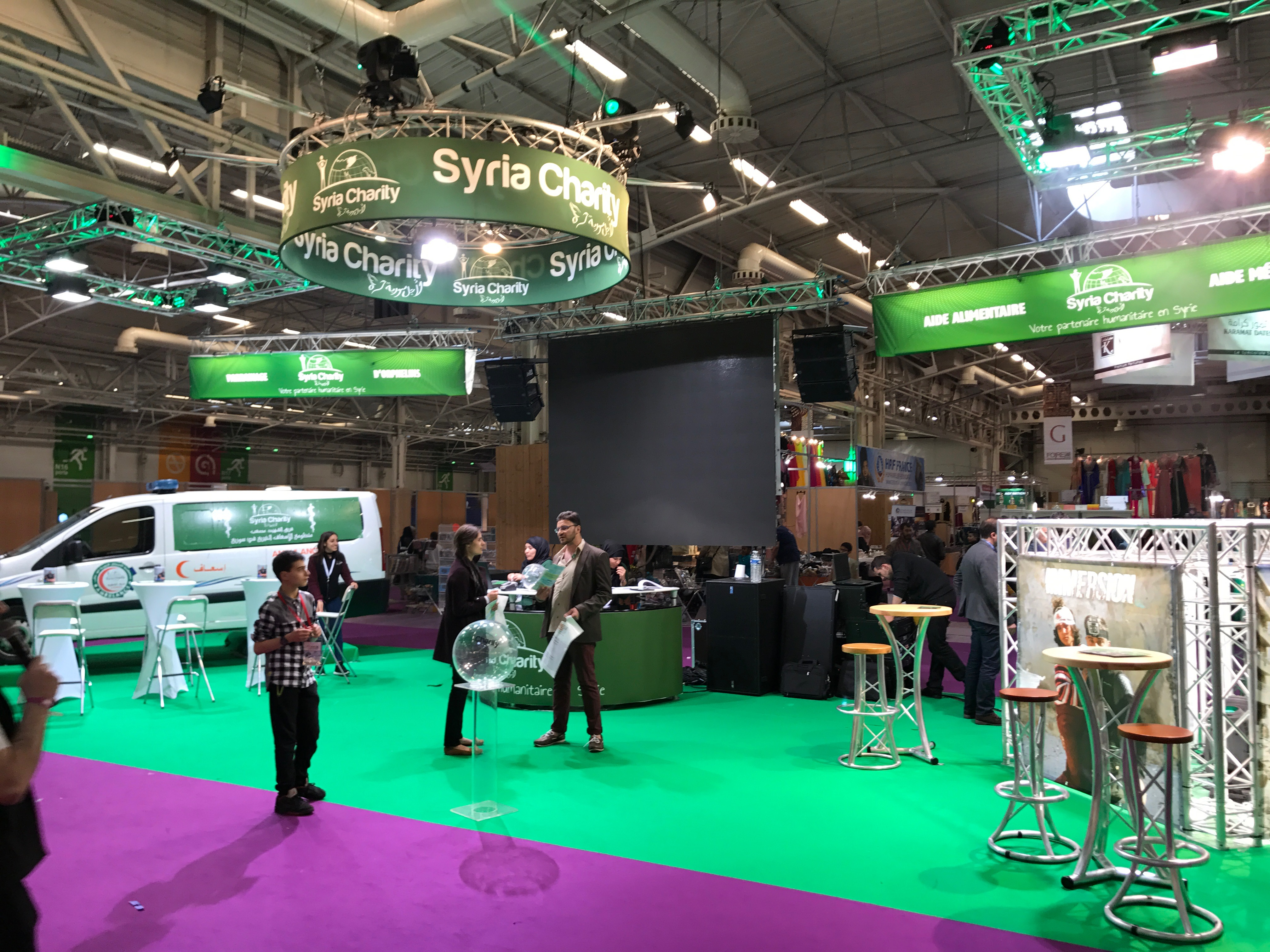
Stand de Syria Charity.
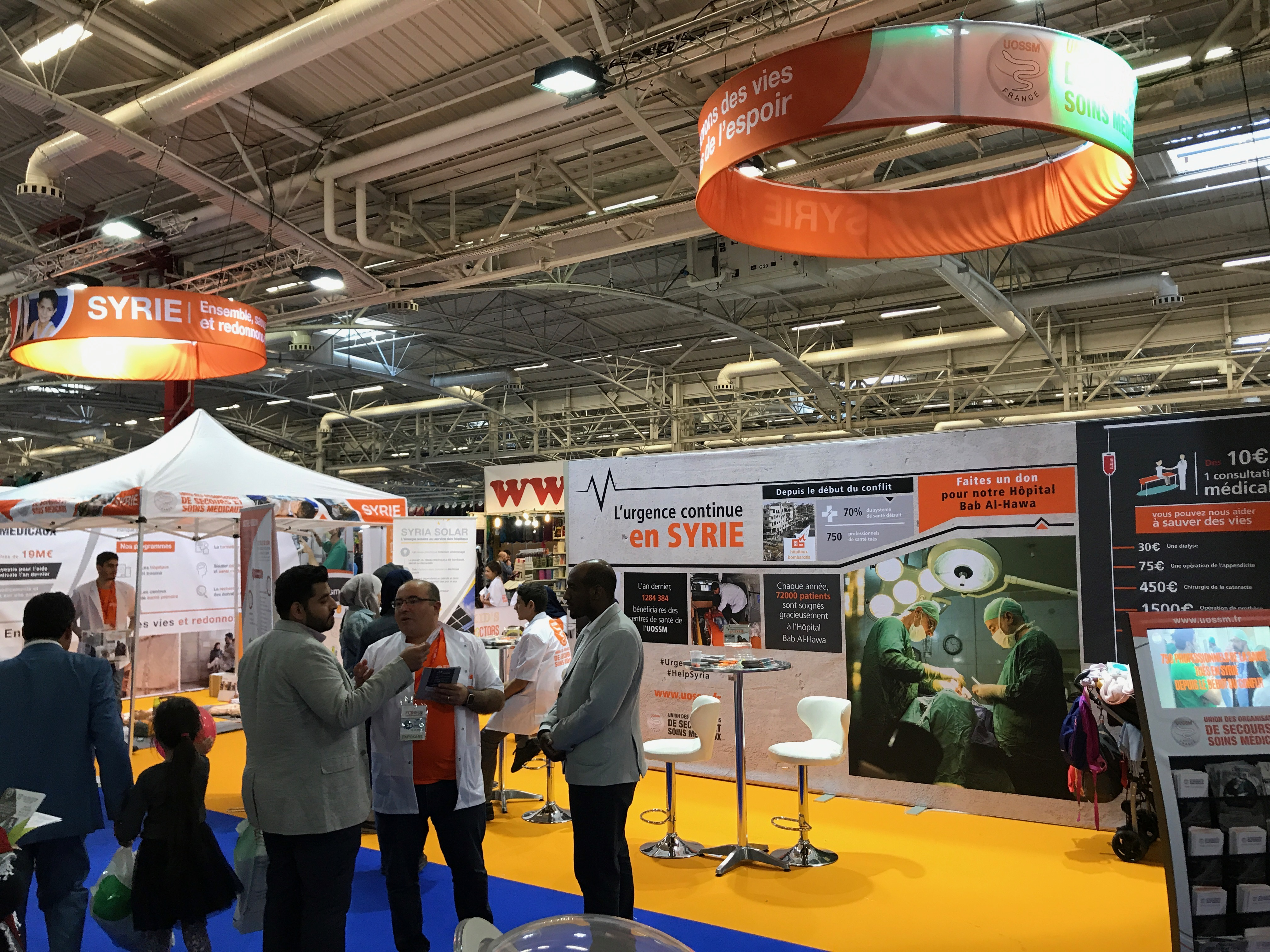
Stand de UOSSM France.
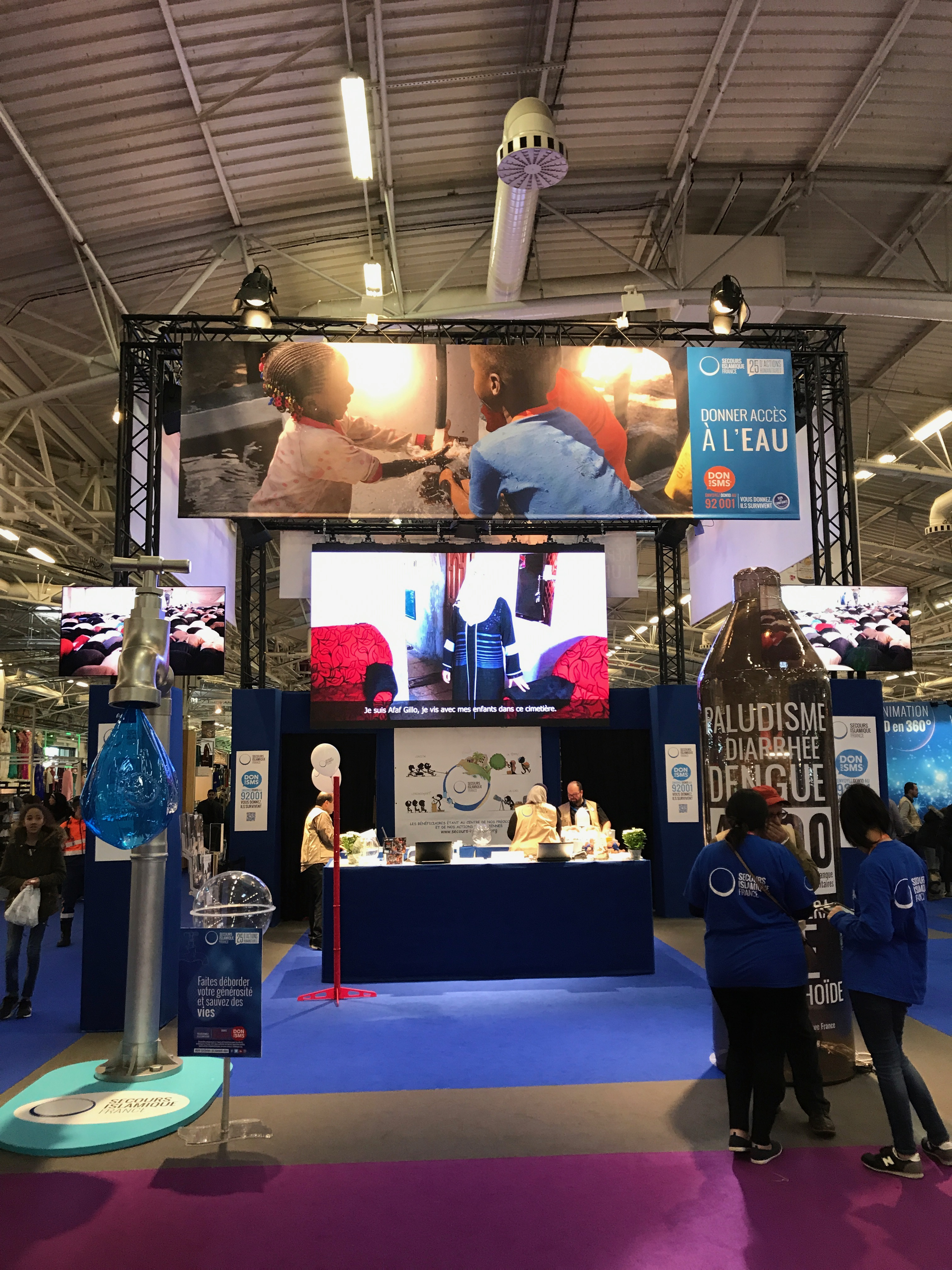
Stand du Secours islamique France.

## 2018
La 35e Rencontre annuelle des musulmans de France a lieu du 30 mars au 2 avril 2018. Libération rapporte que d'après « des sources concordantes », cette édition n'attire « guère plus de 70 000 visiteurs, soit moitié moins que les chiffres avancés par les organisateurs », qui parlent de 165 000 visiteurs.
Conférenciers
- Amar Lasfar
- Ahmed Jaballah
- Hassan Iquioussen
- Vincent Geisser
- Michel Dubost
- Tareq Oubrou
- Didier Leschi
- Raphaël Liogier
- Abdallah Ben Mansour
- Azzedine Gaci
- Thierry Magnin
- Jean-Pierre Filiu
- Valentine Zuber
- Camel Bechikh
- Christophe Oberlin
- Éric Geoffroy
- Pierre Conesa
- Samuel Grzybowski
- Aboudjerra Soltani
- Robin Guignard-Perret
- Saïd Bouhdifi
- Larbi Bechri
- Abdelkader Jeddi
- Mahmoud Ould Doua
- Abdelhamid Youyou
- Abdallah Dliouah
- Walid Abdel Maksoud
- Hela Khomsi
- Ahmed Miktar
- Sofiane Meziani
- Mohamed Minta
- Abdelwaheb Nbahedda
- Moncef Zenati
- Tayeb Chouiref
- Raphaël Pitti
- Adrien Leites
- Abdelghani Benali
- Bachar El Sayadi
- Nabil Ennasri
- Martin Kopp

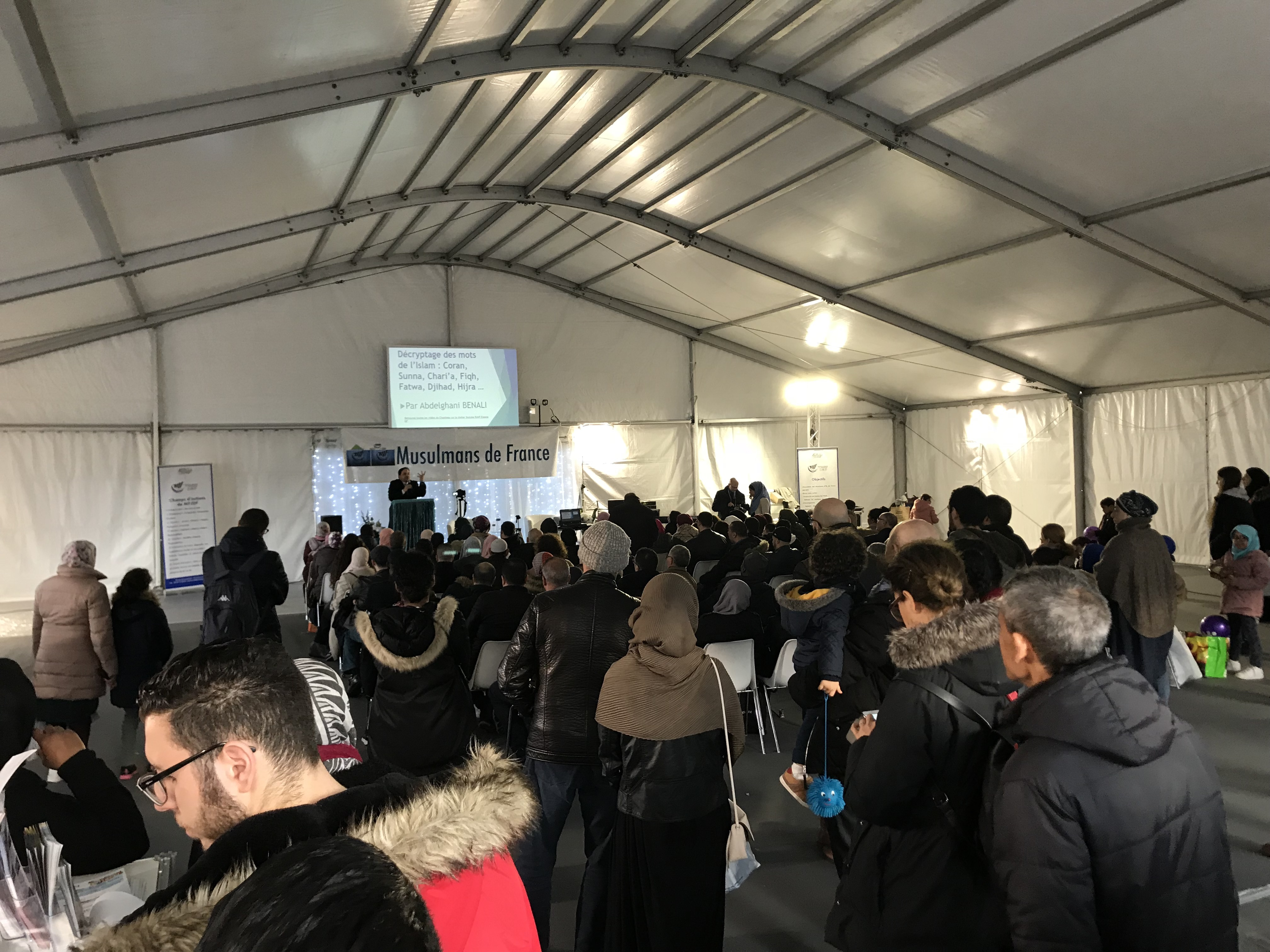
Conférence d'Abdelghani Benali.
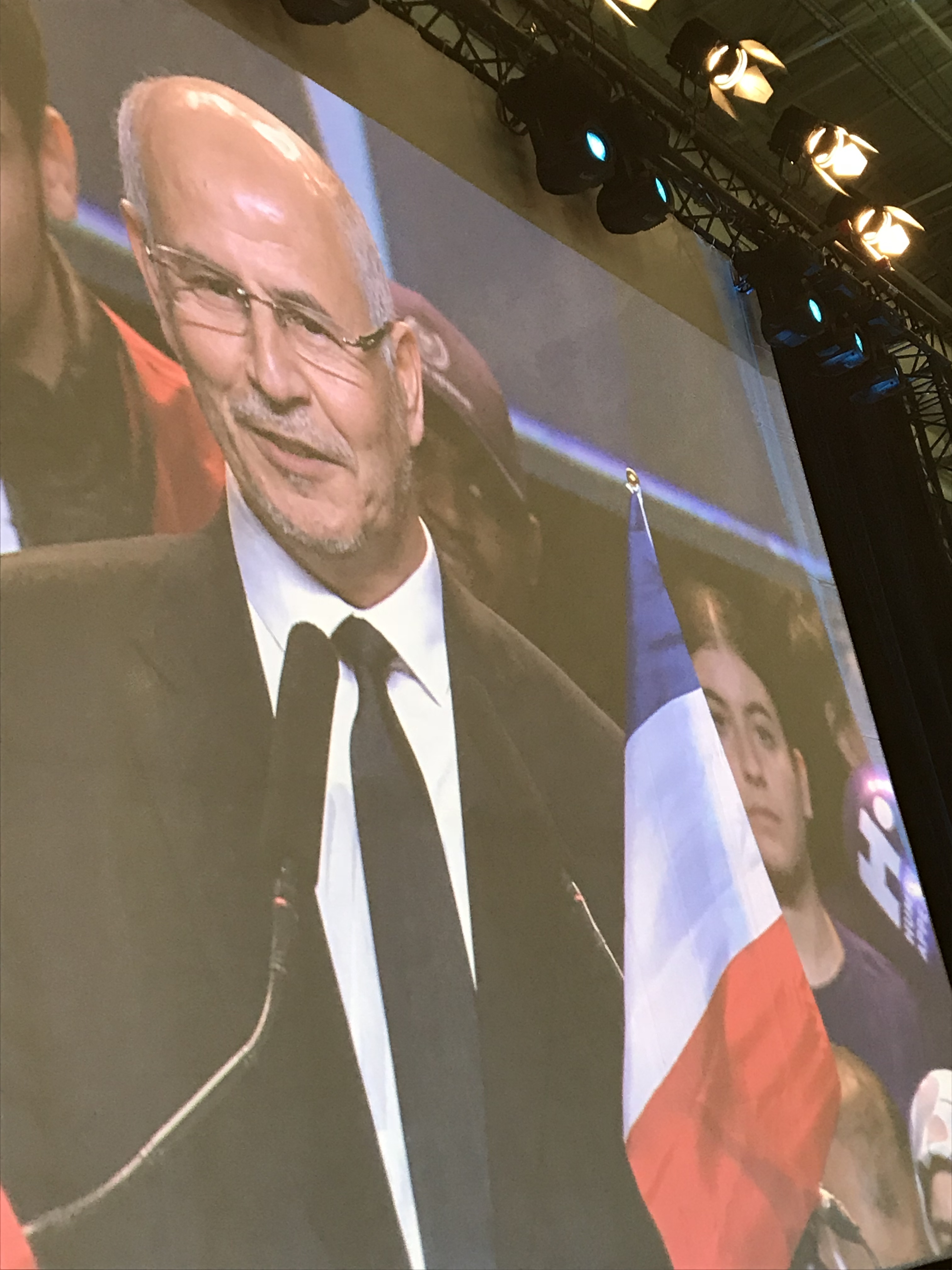
Discours de Amar Lasfar, président de MF.
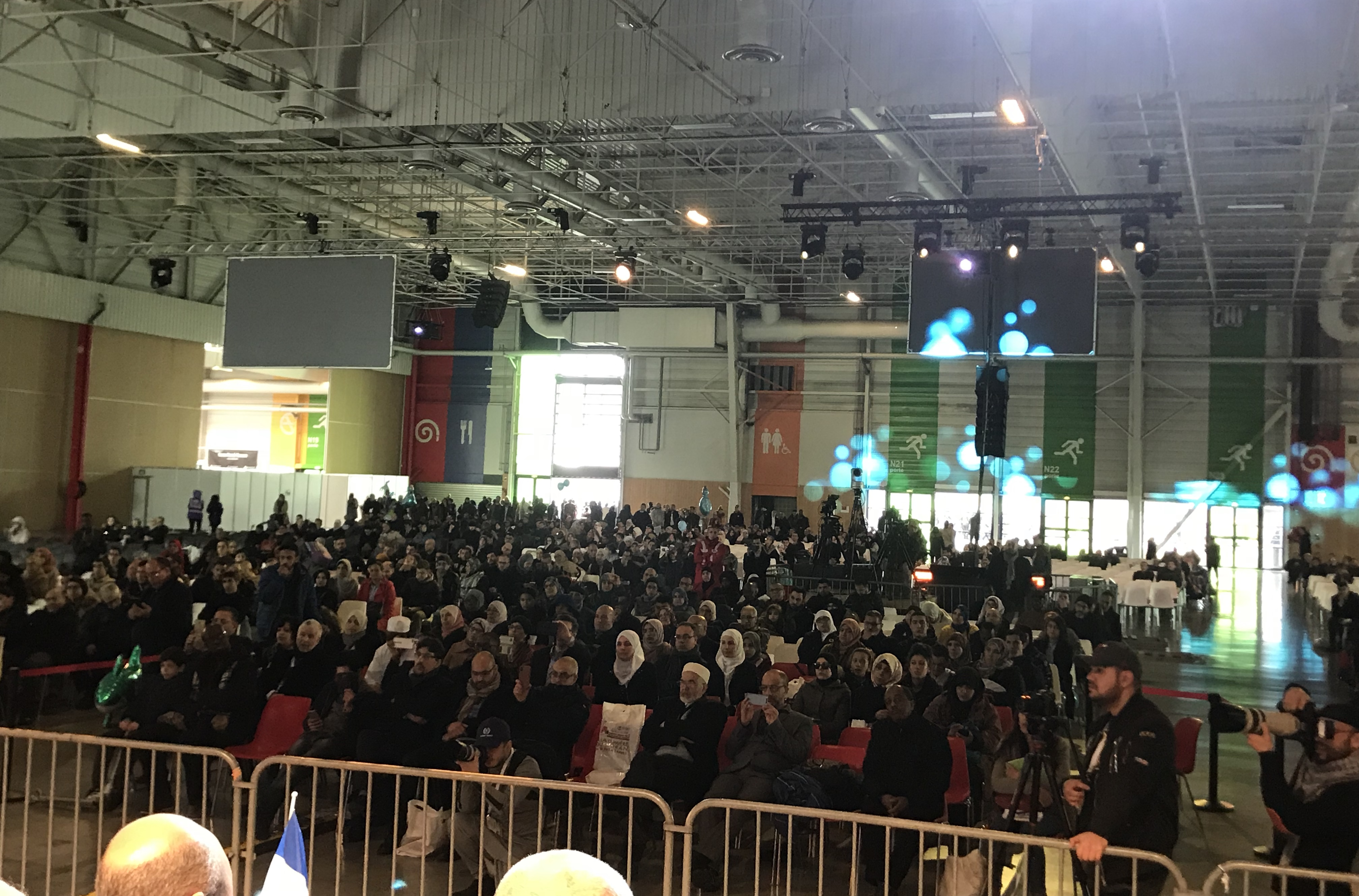
Salle de conférence.
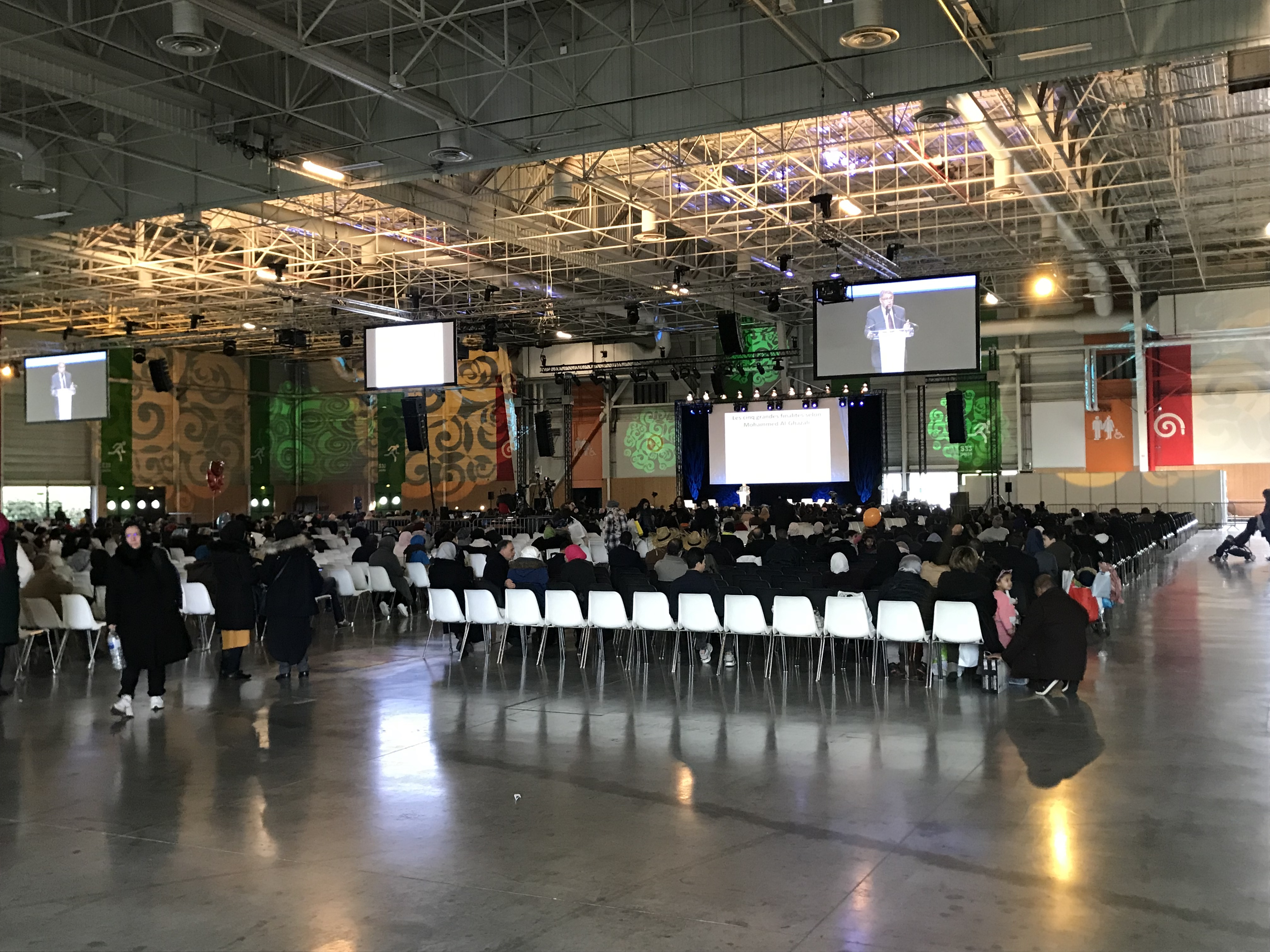
Salle de conférence.
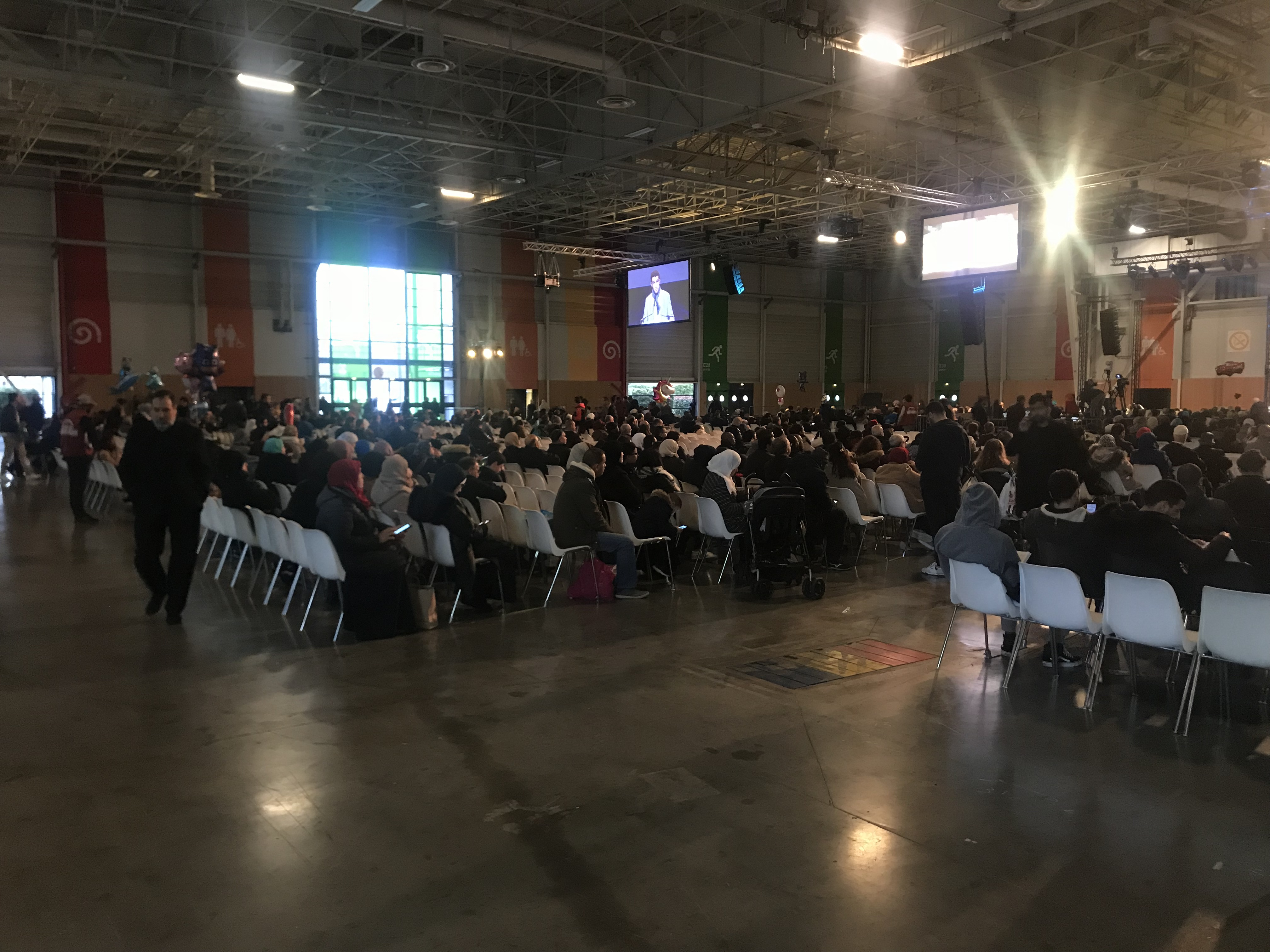
Salle de conférence.
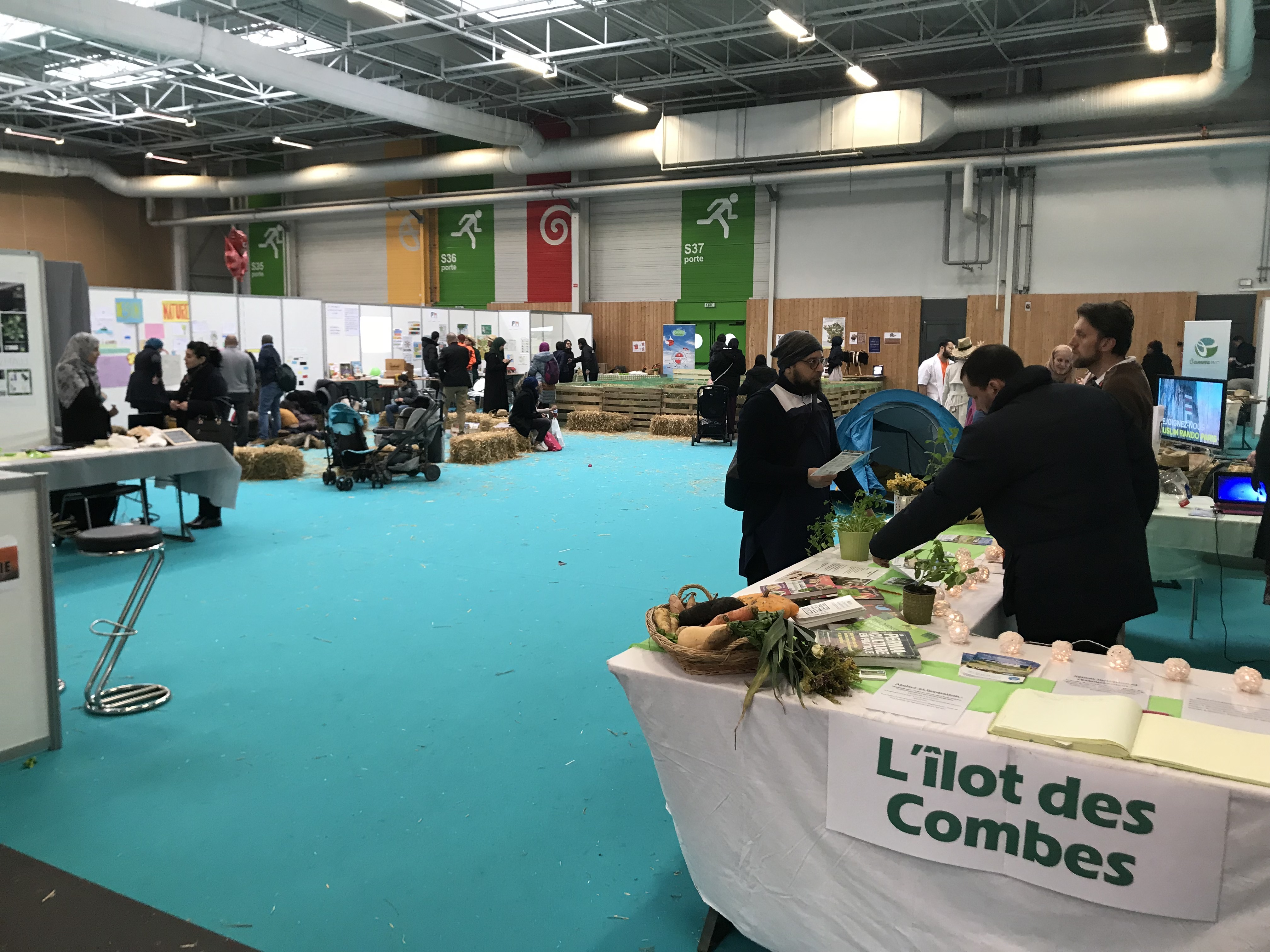
Espace Écologie.
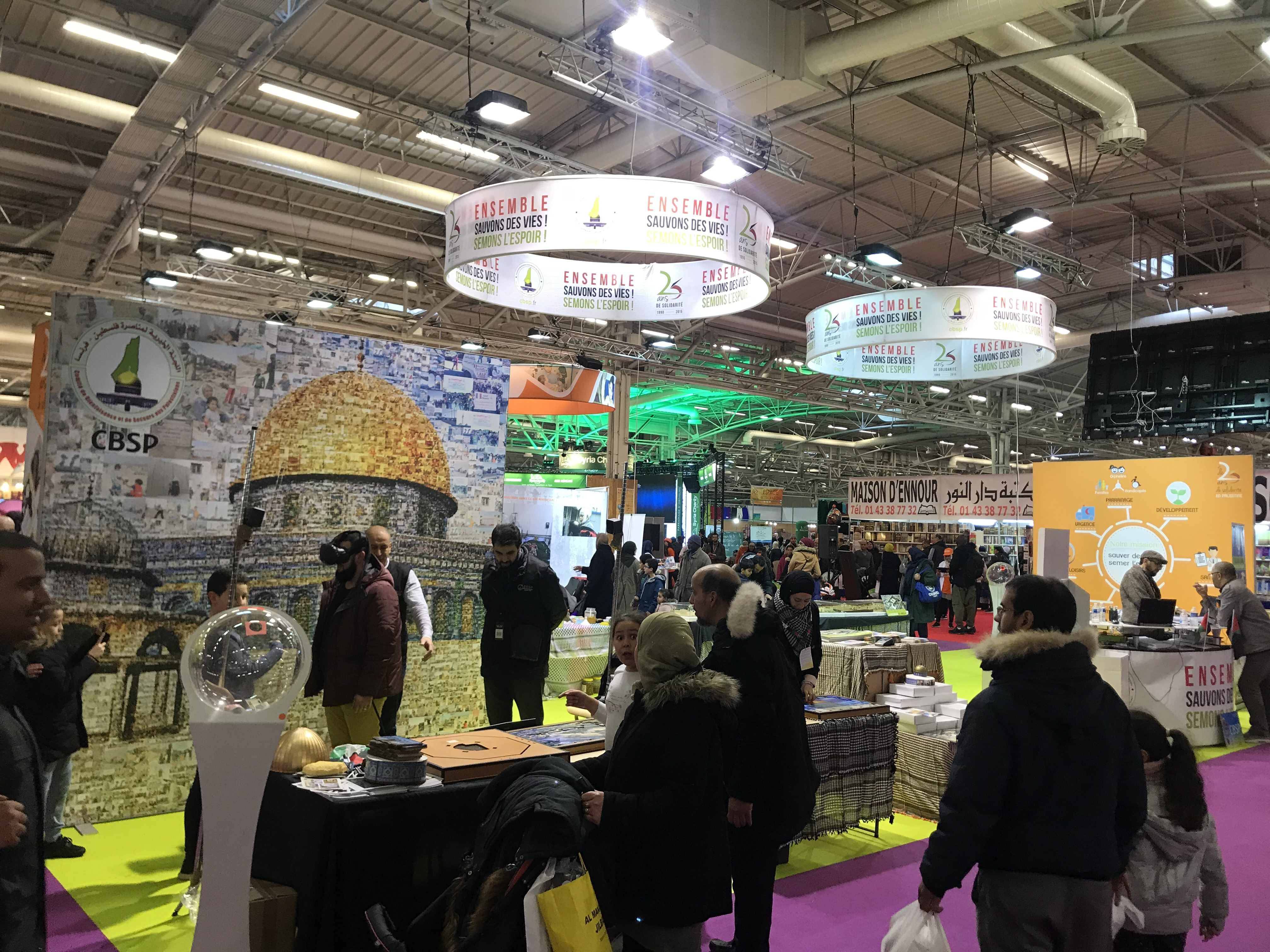
Stand du CBSP.
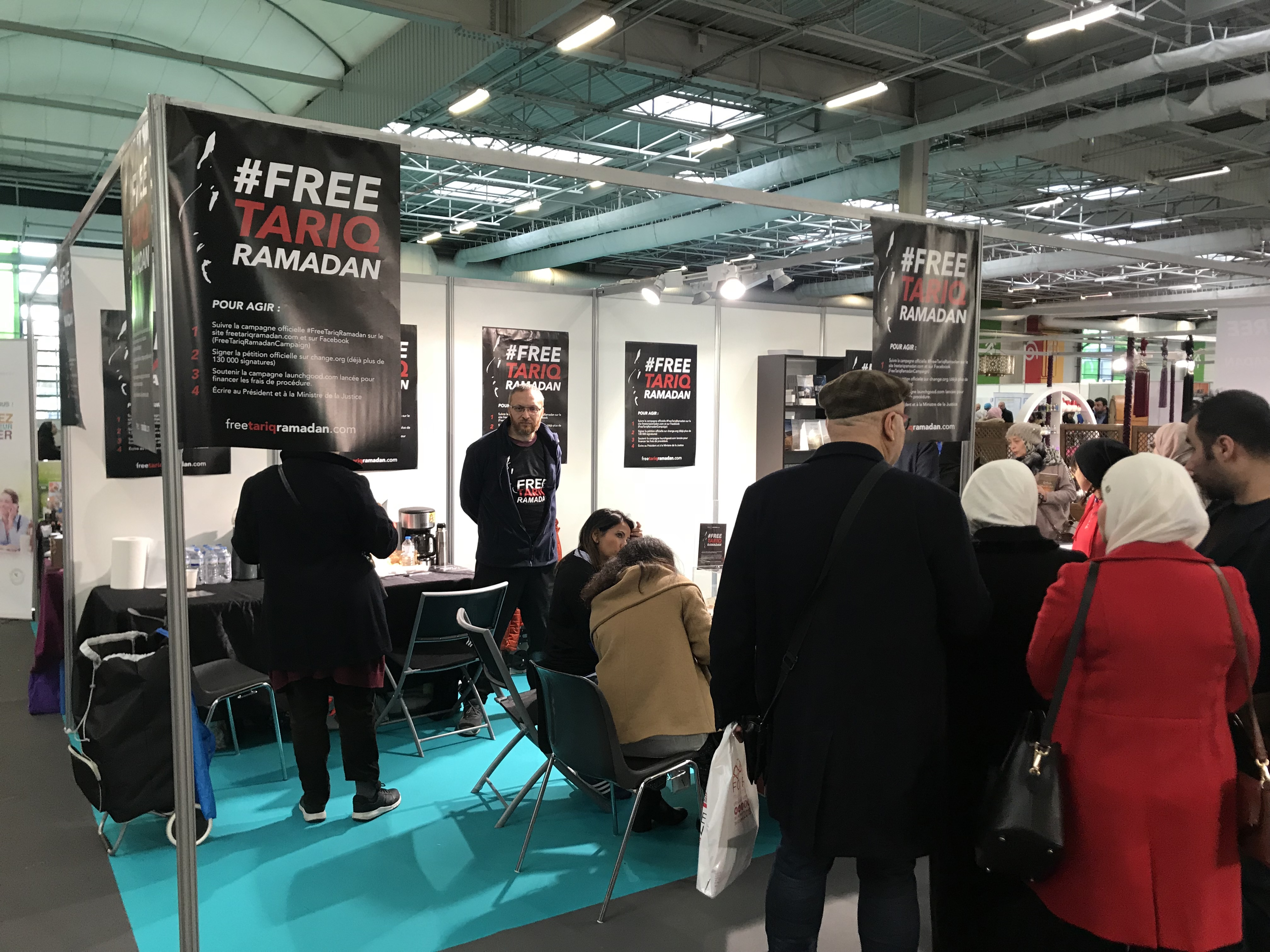
Stand Free Tariq Ramadan.
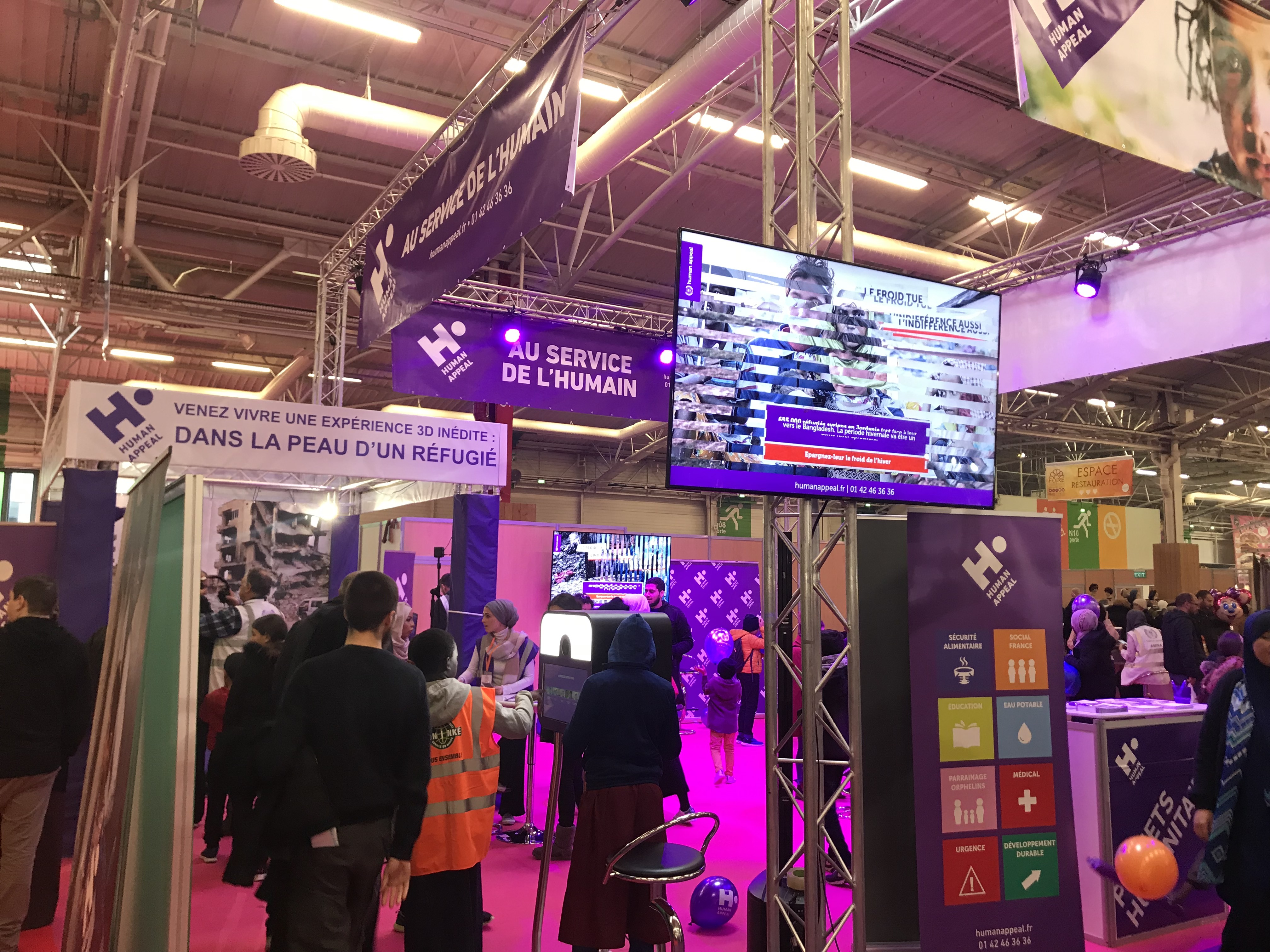
Stand de l'association Human Appeal.
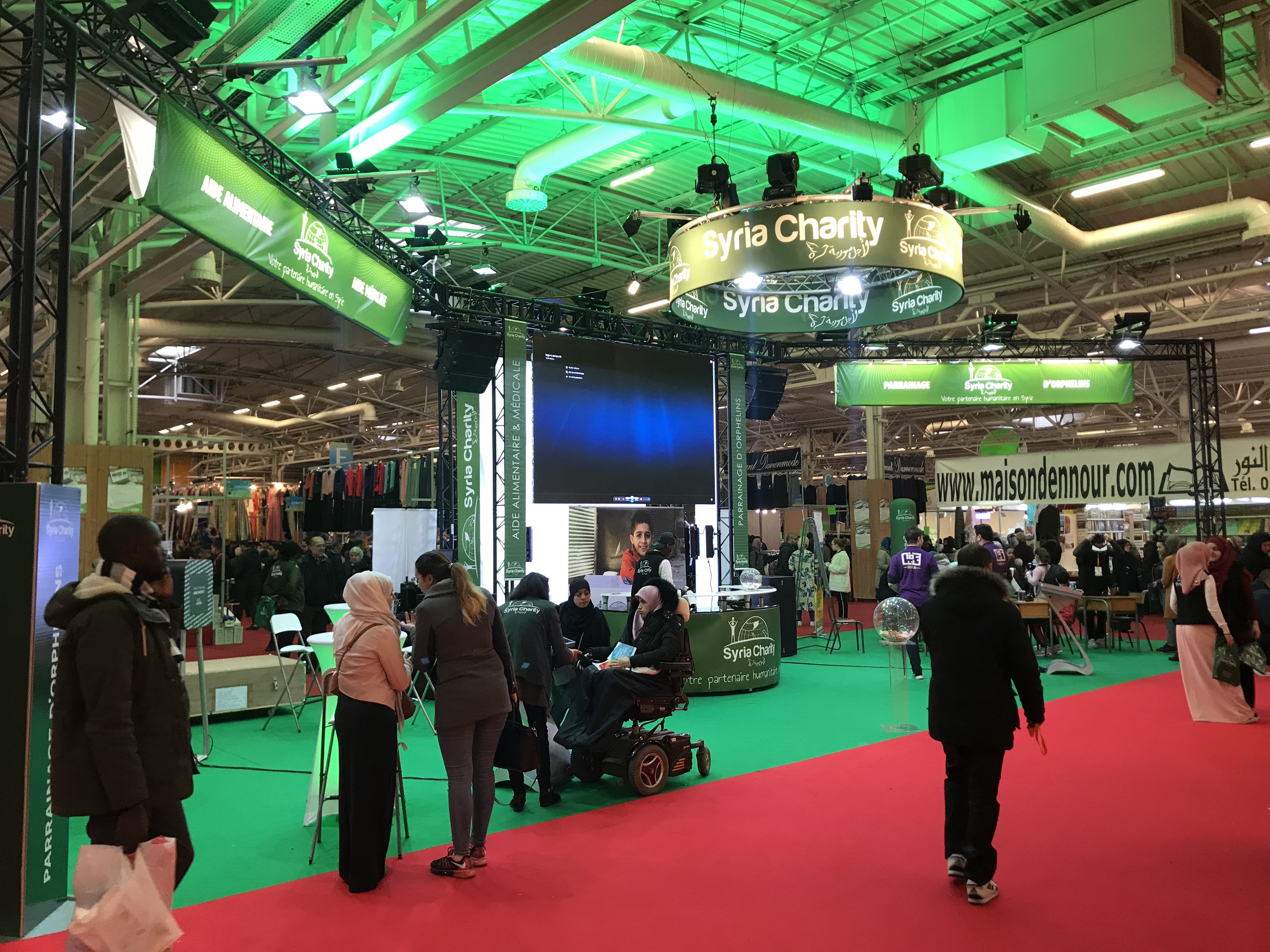
Stand de Syria Charity.

## Abandon depuis2019
La 37e Rencontre annuelle des musulmans de France, qui devait se tenir du 10 au 13 avril 2020, est reportée sine die en raison de la pandémie de Covid-19 en France.